# Test cricket
Test cricket er den længste form for cricket. Testkampe spilles mellem landshold med "Test status" som fastlagt af International Cricket Council (ICC). De to hold af 11 spillere spiller en kamp, der består af fire innings. Kampen kan vare op til fem dage. Denne form for cricket betragtes generelt som den ultimative prøve af holdenes evne og udholdenhed, deraf navnet Test cricket.
Den første officielt anerkendte testkamp begyndte den 15. marts 1877 mellem England og Australien på Melbourne Cricket Ground (MCG), hvor Australien vandt med 45 point.